# Бари Сардо
Бари Сардо (итал. Bari Sardo) је насеље у Италији у округу Нуоро, региону Сардинија.
Према процени из 2011. у насељу је живело 3374 становника. Насеље се налази на надморској висини од 45 м.

## Становништво
| 1931. | 1936. | 1951. | 1961. | 1971. | 1981. | 1991. | 2001. | 2011. |
| ----- | ----- | ----- | ----- | ----- | ----- | ----- | ----- | ----- |
| 2.063 | 2.271 | 2.742 | 3.282 | 3.546 | 3.786 | 3.996 | 3.871 | 3.938 |